# Fumonisine
La fumonisine est le nom donné à une des mycotoxines émises par certaines espèces de champignons du sol ; les fusariums, (principalement F. verticillioides et F. proliferatum) qui peuvent coloniser certains végétaux (graminées notamment) en y produisant une maladie dite fusariose. On en connaît plusieurs variantes, dont la fumonisine B, très toxique, plutôt trouvée dans le maïs.

## Pathogénicité
Les fumonisines ne sont pas bien absorbées dans l'intestin (< 4 % de la dose ingérée). Elles sont distribuées rapidement dans l'organisme et éliminées d'abord via la bile sans être métabolisées. Une petite partie peut être retenue dans le foie et les reins.
Les fumonisines B (FB1, FB2 et FB3) inhibent la synthèse et le métabolisme des sphingolopides. Les fumonisines de type B, très toxiques, peuvent induire un œdème pulmonaire chez le porc, la leucoencéphalomalacie  mortelle chez le cheval et une hypothèse est qu'elle pourrait aussi être une des causes de cancer de l'œsophage chez l'homme.

## Toxicologie
Tolérance sur l'ingestion journalière :
Comité expert sur les additifs alimentaires (JECFA - de la FAO/OMS), 2001:
→ 2μg/kg poids corporel/jour pour FB1,FB2, FB3 individuellement ou combinées.